# AquaNox
AquaNox är en serie undervattensbaserade förstapersonsskjutare spel som utspelar sig i en avlägsen framtid. Samlingen innehåller AquaNox, AquaNox 2: Revelation and AquaNox: The Angel's Tears. Föregångaren och startaren av serien är MS-DOS-titeln Archimedean Dynasty.